# Ismael Echeverría
Ismael Echeverría (Córdoba, 8 de octubre de 1934-Mar del Plata, 8 de agosto de 2000) fue un actor, bailarín, bombista, humorista y cantante folclórico argentino. Integró el popular grupo  de Los Bombos Tehuelches.

## Biografía
Nacido en la ciudad de Córdoba, junto a su hermano Walter se trasladó a la ciudad de Buenos Aires a fines de 1965.
Actuó junto a grandes del cine como Augusto Codecá, Santiago Bal, Cacho Castaña, Elio Roca, Soledad Silveyra, Ricardo Bauleo, Susana Brunetti, Laura Bove, Nelly Panizza, Alberto Anchart, Gianni Lunadei, Luis Dávila, Fernando Siro, Rodolfo Ranni y otros.

## Carrera

### Como músico
Echeverría inició su extensa carrera  con el reconocido grupo folclórico-humorístico Los Bombos Tehuelches, que alcanzó notoriedad en los años '70.
En 1965 debutaron en el Teatro Astral, parodiando el clásico cuadro folclórico, el dúo telúrico-humorístico bailaba el malambo acompañándose con bombos y revoleando boleadoras a diestra y siniestra. Con movimientos exagerados y caricaturescos, la escena se completaba con algunas canciones en clave irónica.
Popularizó temas como La chacarera de los feos, El pica hueso, Para que chillay, entre otros. En 1976 editó el disco Las travesuras de El Tehuelche, en la que presentaba una gran cantidad de chistes.

### Televisión
- 1965: La Tuerca
- 1981: De lo nuestro con humor
- 1983: La chispa de mi gente
- 1986: Nuestra gente
- 1987: De mi pago con humor
- 1989: Historias de no sé dónde, un ciclo de cuentos, humor y folclore conducido por Quique Dapiaggi.

### Filmografía
- 1966: Escala musical, de Leo Fleider.
- 1972: La colimba no es la guerra, como Ruffino Manggiapane.
- 1973: Este loco, loco, Buenos Aires, como Ruffino Manggiapane.
- 1973: El cabo Tijereta.
- 1974: En el gran circo, como Ruffino Manggiapane.
- 1979: Cuatro pícaros bomberos, como Ruffino Manggiapane.
- 1998: La herencia del Tío Pepe.

### Teatro
Ismael fue uno de los primeros cordobeses en brillar en la calle Corrientes en la revista porteña, destacándose en obras tales como:
- Contrastes de pasarela (1967), de Carlos A. Petit, en el Teatro El Nacional. Junto a Zulma Faiad, Juan Verdaguer, Adolfo Stray, Susana Brunetti, Alfredo Barbieri, Peter Martins y Roberto García Ramos.
- Cuando mi abuelita no era hippie (1968) en el Teatro El Nacional. Con Zulma Faiad, Dringue Farías, Alfredo Barbieri, Mimí Pons, Norma Pons, Roberto García Ramos y Moria Casán.
- Buenos Aires 2001/Escándalo en el Maipo (1969, Teatro Maipo) con Jorge Porcel, Jorge Luz, Hilda Mayo, Alberto Anchart, Gladys Lorens, Liana Duamine, Elvia Evans, Pedro Sombra y Ruth Durante.
- Nerón Vuelve(1971), en el Teatro El Nacional. Allí, compartieron cartel con Adolfo Stray, Norma Pons, Mimí Pons, Alfredo Barbieri, Vicente Rubino, Marcos Zucker y Raimundo Pastore.
- Te espero en El Nacional, con Nélida Roca, Adolfo Stray, Gogó Andreu, Alfredo Barbieri, Peter Martins, Hellen Grant y Thelma Tixou.
- Cuando abuelita no era hippie (1977).

### Discografía
- El Tehuelche - Los Mejores chistes para la Familia Vol. 1.
- El Show de Los Bombos Tehuelches - B.G.M. INDUSTRIAS DEL DISCO S.A.
- El Tehuelche Vol. 2 - SR STUDIO RECORDS.
- Con toda la m... Vol. 3.
- El Tehuelche.
- Travesuras de... El Tehuelche (1976) - DISCOS ARION.
- Los Bombos Tehuelches (1979) - MAGENTA.
- Los Bombos Tehuelches - Edición reducida - MAGENTA.
- Pa' que tomen la sopa los chicos - MADI RECORD.

## Fallecimiento
En la madrugada del 8 de agosto de 2000, falleció a los 66 años víctima de un cáncer con el que luchó durante largo tiempo. Sus restos descansan en el Cementerio Parque de la localidad de Mar del Plata.